# Татари (етнонім)
Етнонім «татари» вперше згадується в V ст. Термін пройшов значну трансформацію, ним називали різні тюркські, монгольські та, можливо, іранські народи, нащадки більшості з яких у наш час мають іншу назву. Етнонім зберігся як назва для казанських, кримських, астраханських та сибірських татар, як одна з самоназв шорців та хакасів.

## Походження назви
Існує кілька версій про походження назви етноніма.
Назва  могла піти від тюркського слова «жат» або «жат ер», що означає «чужий», «чужинець». Китайське «та-та», «да-да» чи «татань» з тим саме значенням могло бути позичене з тюркської мови.
За думкою Миколи Баскакова, тюркське слово «тат» означало «іноплемінник», «пустий народ», «вільнонаймані воїни», а друга частина «р» - то форма множини.
Середньовічний тюркський філолог Махмуд Кашгарі вважав, що первісно слово «тат» означало приналежність до іранців, і що так тюрки називали тих, хто говорив на фарсі. Дмитро Єремеєв та Сергій Кляшторний, продовжуючи цю версію, припускають, що татами первісно називали іранське плем’я Согдійців.
Чернець-францисканець  XIII ст. Джованні Да Плано Карпіні  у книзі «ІсторІя Монгалів, яких ми називаємо Татарами» пише, що етнонім «татар» походить від назви однойменної річки в Азії, назва якої означає «тащити, тягнути».

## Історія
Згадка назви «татари» є в китайській книзі Сун, що написана китайським вченим та політичним діячем Шень Юе (441 – 513 р.р.), згідно з якою це інша назва жужанів, що пішла від кагана Юйцзюлюй Датаня (китайський ієрогліф читається як «датань»).
Згадка етноніма з’являється в давньотюркських рунічних пам’ятниках, знайдених у Північній Монголії, датованих 732 роком. В написах згадується плем’я отуз-татар ((𐰆𐱃𐰔⁚𐱃𐱃𐰺⁚𐰉𐰆𐰑𐰣), буквально «тридцать [племен] татар») та токуз-татар ((𐱃𐰸𐰔⁚𐱃𐱃𐰺), буквально «девять [племен] татар»), що знаходилось у складі Тюркського каганату. У китайських джерелах етнонім у форматі «да-да» вперше зустрічається у 842 у листі сановника Лі Де-Юя на адресу уйгурського «та-та», «да-да» чи «татань».
Киргизький науковець Табилди Акєров вважає, що первісно назва «татари» давала ім’я племенам, які були споріднені согдійцям, державі Зубу та середньоазійським хунну. Можливо, через іхню спорідненість значення слова «татар» збереглось в першій частині одного з племен Зубу – угур-меркит («угур» також перекладається як «чужинець»).
У записках китайського мандрівника  Мэн-да бэй-лу, що датовані 1221 роком, татари розділяються на білих, чорних та диких. Під білими розумілися племена, що проживали на кордоні з Китаєм, під чорними – племена далеких районів Монголії, а під дикими – племена Південного Сибіру.
Термін «татари» рано змінив етнічне значення на етно-політичне. Великий регіон між північним Китаєм та східним Туркестаном отримав назву «Татарський степ». Пізніше через це монголи, що зайняли цей простір, в тюркській, мусульманський середі та в Китаї стали найменуватись «татарами». При цьому самі монголи себе татарами не називали.
Створення Монгольської імперії зробило використання етноніму широко вживаним, оскільки у зовнішньому використанні імперію часто називали Татарською.  Так, на Русь назва «татари» прийшла через половців. І хоча руські автори знали,  що самоназвою держави Батия були монголи, у письмових джерелах закріпилась назва «татари».
Так само називали нову імперію у Західній Європі.
У донесеннях монаха-домініканця та мандрівника Юліана монголи називаються «татарами».  У листі Івона Нарбонського архієпископу Бордо використовуються назви tartari, tattari та tatari. У посланні магістра ордена тамплієрів Людовику IX  1242, в якому описаний похід монгольських військ в Польщу, Моравію та Угорщину (1240 – 1241), монголи названі tartarins. В хроніці 
 Матвія Паризького використовується термін tartar.
У західній Європі виник термін «Велика Тартарія», яким описували чітко не окреслені кордонами народи азійського степу. Назва виникла через співзвучність з назвою пекла в античній міфології (Тартар). Папа римський Іннокентій IV писав, що татари є «посланцями Сатани і прислужниками Тартаруса». Використання цієї назви збереглось до XIX ст».
Становлення  Золотої Орди, її потреби у торгівлі та керуванні державою поступово створили мову койне на базі кипчацького діалекту. Флорентієць Франческо Пеголотті у книзі «Торгова справа» (1340) радить купцям, які їдуть у Золоту Орду, найняти двох перекладачів, що знають кипчацьку мову. Латинсько-кипчацький словник Codex Cumanicus вийшов раніше (1303), називає цю мовою татарською. Таким чином, у XIV ст. завершилось формування середньовічної спільноти «татари».
В XIV ст. етнонім «татари» використовувався як самоназва для татар Кримського Ханства. Так, повний титул кримського хана звучав як «Великої Орди та Великого Юрта, Кримського престолу, Дешт і Кипчака, безчисленно багатьох татар та нечисленних ногаїв, татів та тавгачів, гірських черкесів та всіх мусульман великий падишах та кримський хан».

### Використання в Російській імперії та СРСР
В Російській імперії татарами називали велику кількість тюркських народів, більшість з яких на сучасному етапі мають іншу назву: волзькі татари, кримські татари, азербайджанці, балкарці, карачаєвці, сибірські татари, астраханські татари, шорці, хакаси, алтайці, чулимці, ногайці, тубалари, кумики.
Перепис населення Російської імперії 1897 року брав до уваги не критерій національності, а критерій рідної мови. Першим критерій національності брав до уваги Перепис населення СРСР 1926 року, у зв’язку з чим велись дискусії щодо класифікації різних татарських народів. Перепис 1926 року дозволив зафіксувати більшість татарських народів як самостійні, майбутні переписи мали тенденцію до уніфікації, зараховуючи менші за чисельністю народи до більших. Так, пізніше мішари, нагайбаки, тептяри, барабинці, кряшени, бухарці були включені в загальну групу «татари», тубалари, челканці, кумандинці, кизильці, камасинці,  качинці, сагаї, включені в групу «хакаси». Окремо в перепису 1926 були враховані агржанці, кримці, чулимці, ахатлєли. Кримські татари, які в 1926 могли бути записані як кримці, в наступних переписах враховувались як субетнос татар, і лише в перепису 1989 року були враховані як окремий народ.
На початку XIX ст. Павло Пестель називав татарами всі мусульманські народи Кавказу, в тому числі не тюркські.